# الیزابت مینیگ
الیزابت مینیگ (انگلیسی: Elisabeth Minnig؛ زادهٔ ۶ ژانویهٔ ۱۹۸۷) بازیکن فوتبال اهل آرژانتین است.
وی همچنین در تیم ملی فوتبال زنان آرژانتین بازی کرده‌است.